# Media
Media var ett uppslagsverk på svenska som gavs ut av Bonniers i 15 band åren 1979–1982 under redaktörskap av Lena Backström, Sven Lidman och Uno Dalén, där den sistnämnde hade huvudansvaret för textdelen, medan Lidman utformade de så kallade lexivisionerna som upptog varannan sida. En lexivision var en illustrerad fördjupning i ett uppslagsord, där samband och förklaringar gavs med såväl text som fotografier och grafer. Själva texten vid sidan om lexivisionerna var direkt hämtad från Bonniers 3-bandslexikons 3:e upplaga. Av de 15 banden utgjorde det sista ett slags supplementband med faktatabeller och synonymlista. Utöver de 15 banden, gavs även några specialband ut under samma namn, ett band om 'Människan', ett band 'Atlas' och två band 'Världshistoria'.

## Källhänvisningar
1. ↑  http://psilander.se/uppslag/media.htm